# Шипов, Геннадий Иванович
Генна́дий Ива́нович Ши́пов (род. 1938, село Кулеватово, Тамбовская область) — российский деятель псевдонауки, член РАЕН, по образованию — физик-теоретик. Вместе с А. Е. Акимовым разработал теорию «торсионных полей», которая была отвергнута научным сообществом как псевдонаучная.

## Биография
В 1967 году окончил физический факультет МГУ имени М. В. Ломоносова, защитив дипломную работу под руководством Л. В. Келдыша.
По некоторым данным в 1972 году окончил аспирантуру Университета дружбы народов им. П. Лумумбы по специальности «теоретическая физика». Написал диссертацию, но не защитил. Высшая аттестационная комиссия России (центральный государственный орган в области присуждения учёных степеней и званий) утверждает, что Г. И. Шипов учёных степеней не имеет, однако сам Шипов заявляет, что имеет степень «доктора физико-математических наук», присуждённую «негосударственной Межакадемической аттестационной комиссией».
В 1972—1983 — младший научный сотрудник химического факультета МГУ.
В 1983—1988 — старший научный сотрудник Института нефти и газа им. И. М. Губкина.
В 1988—1991 — старший научный сотрудник Института проблем нефти и газа АН СССР.
С 1991 года Г. И. Шипов занимает должность ведущего научного сотрудника ООО «Межотраслевой научно-технический центр венчурных нетрадиционных технологий» (МНТЦ «Вент»).
В 1993 году (второе издание в 1997 году) Г. И. Шипов издаёт книгу «Теория физического вакуума. Теории, эксперименты и технологии», в которой, согласно автору, «теоретически развивается и экспериментально доказывается» существование в природе нового физического объекта — торсионного поля. Эта книга, а также ряд других публикаций автора были подвергнуты критике со стороны ряда физиков, в частности, В. А. Рубакова, одного из ведущих российских и мировых специалистов в области квантовой теории поля.
В период с 2000 по 2005 год проводил теоретические и экспериментальные (по утверждениям самого автора) исследования 4D-гироскопа (инерцоида Толчина) и пришёл к выводу, что этот механизм якобы движется по законам «механики Декарта», которую сам автор считает «обобщением механики Ньютона».
Г. И. Шипов — член нескольких общественных академий наук:
- Российская академия естественных наук;
- Академия тринитаризма;
- Международная академия информатизации;
- Международная академия биотехнологий;
- Российская гравитационная академия.

Женат, имеет дочь.

## Критика
Работы Г. И. Шипова были подвергнуты критике со стороны научного и инженерного сообщества, в частности, члены комиссии по борьбе с лженаукой Российской академии наук академики РАН В. А. Рубаков, Э. П. Кругляков и лауреат Нобелевской премии по физике В. Л. Гинзбург неоднократно высказывались, что труды Шипова являются лженаукой.
Согласно рецензии В. А. Рубакова на книгу Шипова «Теория физического вакуума. Теория, эксперименты и технологии», последняя изобилует элементарными ошибками и безграмотными утверждениями, а результаты экспериментальных исследований Шипова 4D-гироскопа прокомментированы так:

… автор «получил» этот результат в рамках механики Ньютона, где, как известно из школьного курса физики, закон сохранения импульса замкнутой системы выполняется точно и всегда. Автора это не смущает, и, вместо того, чтобы найти ошибку в своих рассуждениях (а сделать это нетрудно — я предложил найти ошибку десятиклассникам… и они с этим заданием довольно быстро справились), он… рисует радужную картину передвижения на новом транспорте с «торсионным движителем».

Существующие ответы Г. И. Шипова на критические статьи опубликованы вне научной прессы.

## Основные работы
- Проблемы физики элементарных взаимодействий. — М.: Издательство МГУ, 1979. — С. 1—146.
- Проблемы современной физики и теория вакуума. — М: ВИНИТИ, № 5325-В87, 1987. — С. 1—216.
- Математические основы калибровочной модели физического вакуума. — М.: ВИНИТИ, № 5326-В87, 1987. — С. 1—160.
- Программа всеобщей относительности и теория вакуума. — М.: ВИНИТИ, № 6948-В88, 1988. — С. 1—131.
- Теория физического вакуума. — М.: Н-Т Центр, 1993. — 362 с.
- Теория физического вакуума. — М.: Наука, 1997. — 450 с.
- A Theory of Physical Vacuum. — M.: ST-Center, 1998. — P. 312.
- Теория физического вакуума в популярном изложении. Развитие программы Единой теории поля, выдвинутой А. Эйнштейном. — М.: Кириллица-1, 2002. — С. 1—128[11]
- Шипов Г. И., Гаряев П. П. Квантовый геном в понятиях теории физического вакуума. — М.: Концептуал, 2018. — 152 с. ISBN 978-5-906867-97-1